# Institutul de Filologie Română „A. Philippide”
Institutul de Filologie Română „A. Philippide”, cu o istorie de peste 90 de ani, este o instituție publică de cercetări fundamentale în domeniul filologiei din Iași, cu următoarele specializări: lingvistică, istorie literară, etnologie. Este organizat în cinci departamente: Lexicologie – Lexicografie, Istorie literară, Dialectologie și Sociolingvistică, Toponimie, Etnologie și Folclor.

## Istorie
În anul 1927 a fost înființat, la Iași, ca departament al Facultății de Litere și Filosofie a Universității „Alexandru Ioan Cuza”, Institutul de Filologie Română, datorită demersurilor începute cu un an înainte de profesorii Giorge Pascu și Alexandru Philippide. Din 1933, după moartea lui A. Philippide, Institutul îi purta numele.
După cum se menționează în statutul Institutului, adoptat în 1934, „scopul Institutului este studierea tuturor produselor sufletești ale poporului românesc de pretutindeni, în primul rând limba, civilizația morală și cea materială” (Arhivele Naționale, Iași, fondul Universitatea „Alexandru Ioan Cuza” din Iași, Facultatea de Litere, dos. 1/1934, f. 46-48). Pe lângă Institut funcționa și un cerc de studii, unde erau susținute comunicări de profil.
Activitatea Institutului s-a diminuat după 1940, din cauza circumstanțelor politice și a războiului. În 1949, reorganizându-se Academia Română, la Iași a fost înființată o filială a acesteia. Aici a funcționat, din același an, Institutul de Istorie și Filologie. Secția de filologie avea două sectoare: de lingvistică (condus de Gavril Istrate) și de istorie literară (condus de N.I. Popa). Au fost angajați N. Bagdasar, Al. Claudian, G. Ivănescu, Ion Lăzărescu, Ștefan Cuciureanu ș.a. Din 1963, Secția de filologie a Institutului de Istorie și Filologie s-a numit Centrul de Lingvistică, Istorie Literară și Folclor, primind și un local propriu (în casa construită în 1842 de Mihail Kogălniceanu și care a aparținut, între 1918 și 1950, lui Mihail Sadoveanu).
În 1974, Centrul de Lingvistică, Istorie Literară și Folclor a trecut în subordinea Facultății de Filologie a Universității ieșene. Din 1976, sediul instituției se mută în clădirea construită și locuită, până în 1869, de Gh. Asachi. În martie 1990, Institutul a adoptat vechea denumire și a redevenit unitate a Academiei Române. Primul director al Institutului a fost Giorge Pascu (1927–1932), urmat de Iorgu Iordan (1932–1946), Alexandru Dima (1949–1966; m.c. al Academiei Române), N.I. Popa (1966–1967), N.A. Ursu (1967–1970; m.c. al Academiei Române), Alexandru Teodorescu (1970–1975), Vasile Arvinte (1975–1976), Silvia Buțureanu (1976–1984), Stelian Dumistrăcel, director adjunct (1975–1984), Alexandru Andriescu (1984–1990), Dan Mănucă (1990–2009), Eugen Munteanu (2009–2013), Bogdan Crețu (din 2013). Constantin Ciopraga, m.o. al Academiei Române, a fost director onorific (1994–2009).
În anul 1967, activitatea de cercetare s-a reorganizat, constituindu-se cinci departamente, astfel încât să se poată derula teme fundamentale și prioritare ale Academiei Române: Departamentul de lexicologie-lexicografie, Departamentul de dialectologie, Departamentul de toponimie, Departamentul de istorie literară, Departamentul de etnografie și folclor.
În anii următori, domeniile de cercetare s-au diversificat și lărgit substanțial, prin includerea lexicografiei informatizate (din 2001), a istoriei limbii române, a foneticii, a terminologiei (rurale), a sociolingvisticii, a studiilor culturale și de mentalități, a etnologiei. Prin colaborarea cu institutele academice de profil din București, Cluj-Napoca și Timișoara, s-a trecut la elaborarea unor proiecte de anvergură națională: Dicționarul limbii române, Noul Atlas lingvistic român pe regiuni. Moldova și Bucovina, Tezaurul toponimic al României. Moldova, Dicționarul general al literaturii române, Arhiva de Folclor a Moldovei și Bucovinei referitoare la specii folclorice precum balada, colinda, referitoare la specii folclorice precum balada, colinda, cântecul bătrânesc, descântecul ori la specificul etnofolcloric al unor zone. Ulterior, activitatea membrilor departamentului a vizat alcătuirea și publicarea unor lucrări de tip monografic, care cuprind tipologii și corpusuri de texte privitoare la specii folclorice, zone etnografice, ceremonialuri familiale și calendaristice. Pentru a conserva și a valorifica Arhiva de Folclor a Moldovei și Bucovinei cu mijloace moderne de lucru, între 2007 și 2010 s-a realizat transpunerea întregului fond de înregistrări sonore din sistem analogic în sistem digital. Lucrări în curs de elaborare: monografii etnologico-folcloristice complexe bazate pe documentele din Arhiva de Folclor a Moldovei și Bucovinei. Fiecare departament dispune de o arhivă în care sunt stocate informații pe baza cărora s-a lucrat la temele din planul Secției de Filologie și Literatură. Pe lângă contribuția la volumele colective, membrii Institutului și-au valorificat cercetările publicând volume de autor sau colective, articole, studii în reviste de specialitate și au participat la manifestări științifice în țară și în străinătate.
Cercetătorii au câștigat, coordonat sau au beneficiat de granturi, proiecte, burse naționale și internaționale. Pentru o parte dintre numeroasele volume publicate de cercetătorii Institutului, în colaborare sau ca autor unici, au fost acordate 26 de premii, dintre care 17 premii ale Academiei Române. Publicațiile periodice ale Institutului sunt:
- Anuar de lingvistică și istorie literară”(apare din anul 1950; este acreditat CNCS în categoria B);
- Philologica Jassyensia (apare din anul 2005, publicație bianuală; revistă BDI, este acreditată CNCS în categoria B);
- Buletinul Institutului de Filologie Română „A. Philippide” (apare din anul 2000, publicație trimestrială).

Membrii Institutului organizează manifestări științifice naționale și internaționale. Simpozionul internațional anual al Institutului a ajuns, în 2015, la a XIV-a ediție. Colaborările științifice implică dialogul cu reprezentanți ai multor instituții de cercetare și de învățământ superior din România și din străinătate. Biblioteca Institutului numără 51.000 de unități, precum și donația Petru Caraman.

## Administrație
Conducerea institutului:
Directorul institutului este Prof. Dr. Bogdan Crețu
Personalul:
– 28 de norme de cercetare
– 4 norme de personal auxiliar